# Różnice indywidualne
Różnice indywidualne – względnie stałe cechy osobowości lub zachowania, charakterystyczne dla każdego człowieka. Przedmiot zainteresowania psychologii różnic indywidualnych.